# Tana bru
Tana bru (nordsamiska: Deanu šaldi) är en tätort som utgör centralort i Tana kommun i Finnmark fylke i norra Norge. Orten hade cirka 590 invånare 2012. 
Genom samhället passerar både E6 och E75. Den centrala mötesplatsen i samhället är Tana Miljøbygg, med utställningar, biograf, bibliotek och cafeteria. Indre Finnmark tingrett har sitt säte i Tana bru.
Tana kyrka, som ligger 12 kilometer norr om Tana bru, byggdes 1964 och har ett 26 meter högt fristående klocktorn.

## Tana bro
Orten har sitt namn från bron som går över Tana älv. Den nuvarande bron är en snedkabelbro från 2020 som har en total längd av 260 meter och ett huvudspann på 234 meter. Bron är den enda över Tana älvs nedersta 100 kilometer, och den enda över Tana älv inom Norge.
Den nuvarande bron ersatte en tidigare bro från 1948, det var en hängbro med ett huvudspann på 195 meter. Den ersatte in sin tur en äldre bro öppnad 1943 som sprängdes av tyskarna under deras reträtt 1944, då också hela bygden inklusive den dåvarande centralorten (som då låg längre norrut), inklusive kyrkan, brändes ned. Tana bru som ort blev ledande i trakten på 1960–1970-talen. Den gamla bron hade begränsningar i höjd och vikt på fordon, och därför beslutades att bygga en ny bro.
På östra sidan av Tana bro finns minnesmärket Flua 44. Det är tillverkat av metall från den gamla bron och föreställer ett fiskespö. Själva spöet är 12 meter långt och flugan 1 meter. Konstverket är en symbol för det fina laxfisket för vilket älven är berömd.

## Bilder

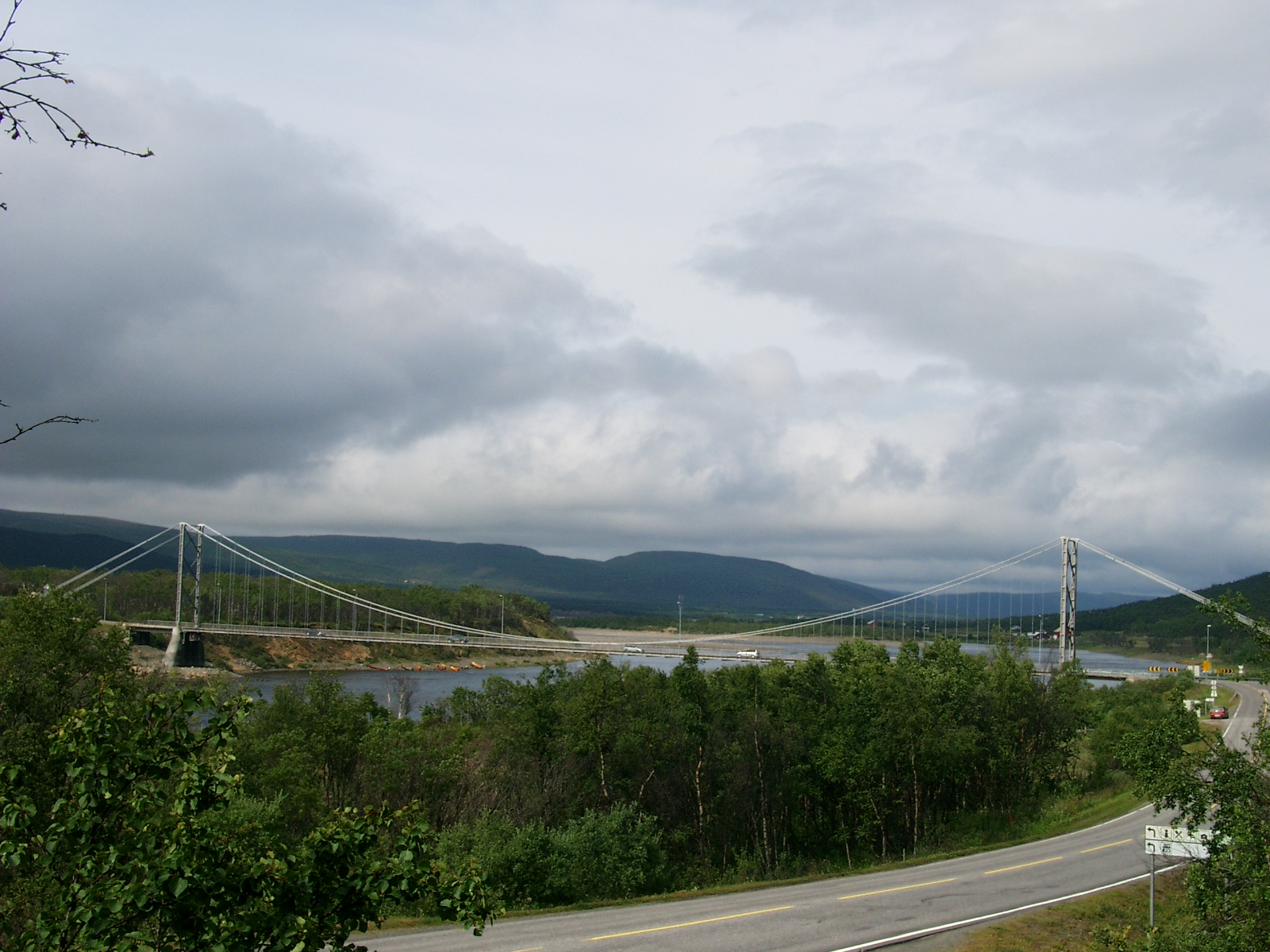
Gamla Tana bro.
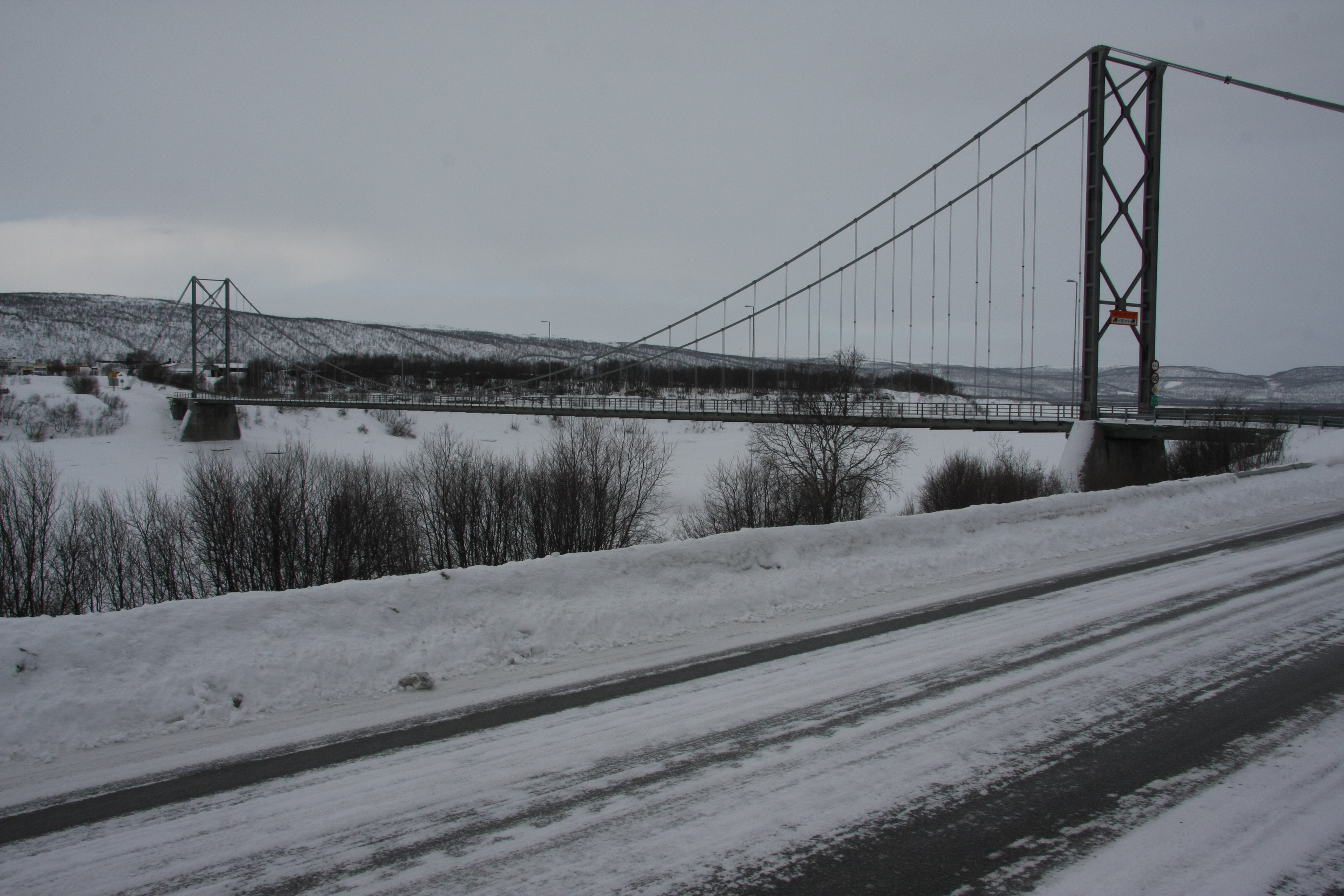
Gamla Tana bro.
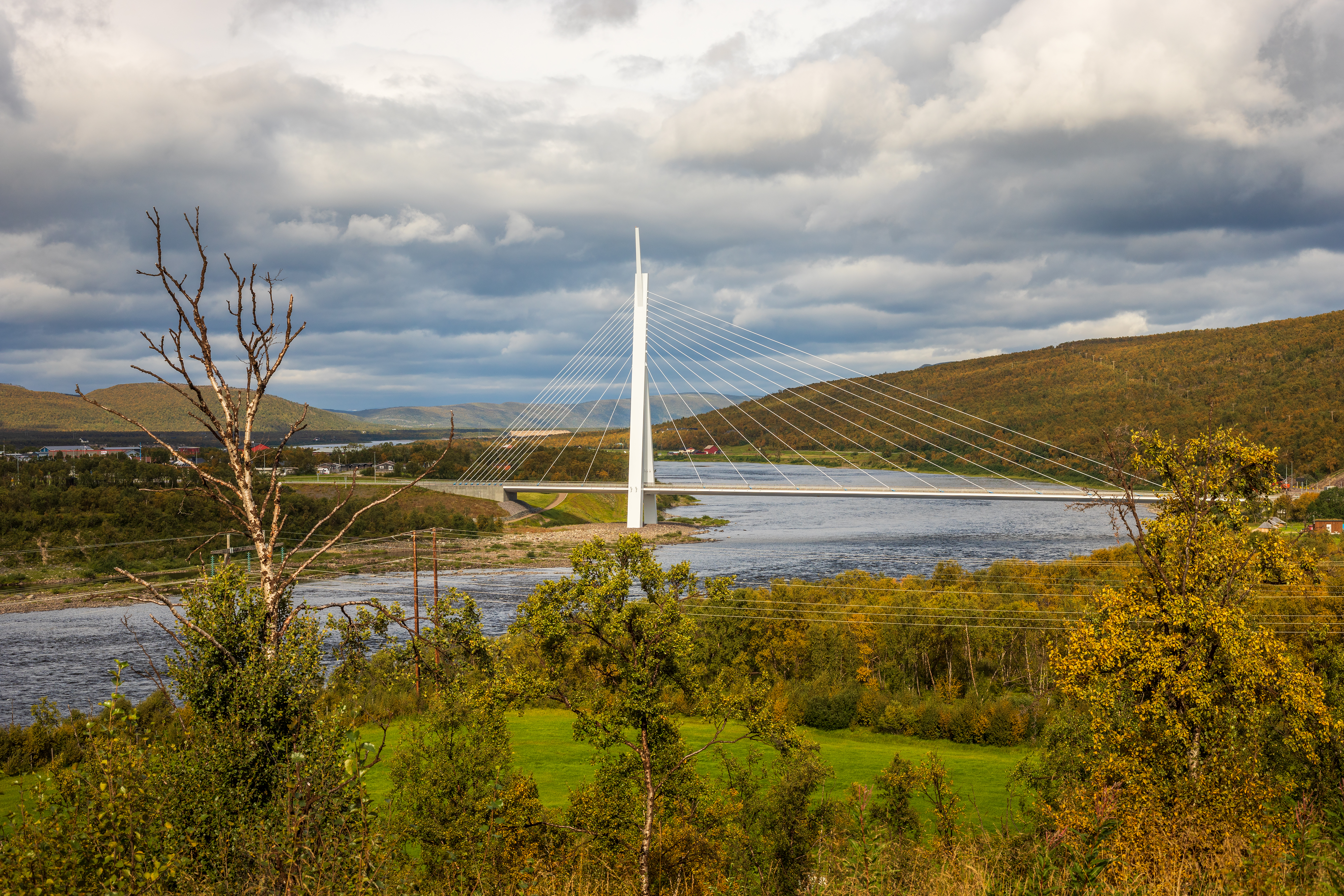
Nya Tana bro.